# Ostseegouvernements

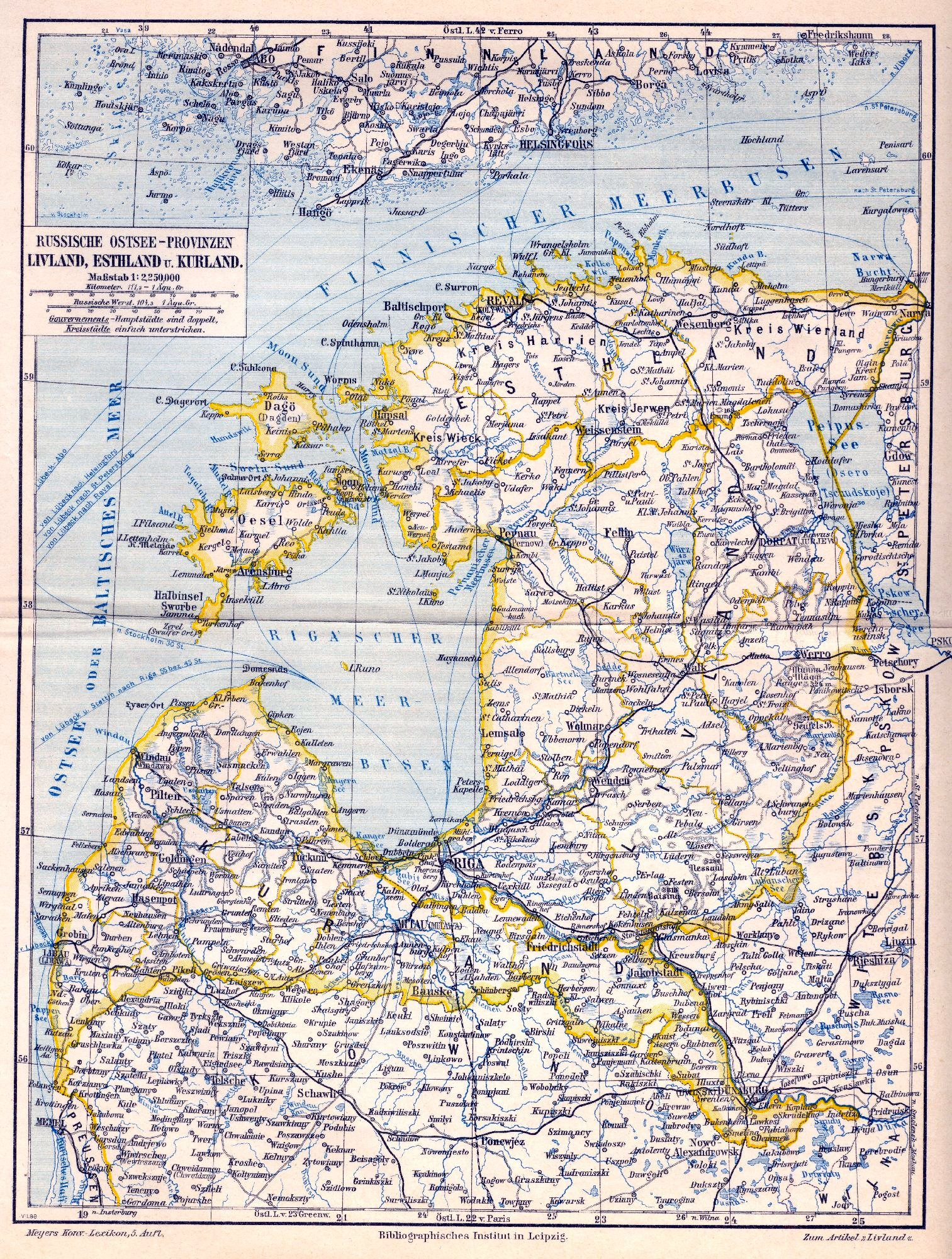
Karte der russischen Ostseeprovinzen in Meyers Konversationslexikon (1893–97)

Kombiniertes Wappen der Ostseegouvernements mit Karelien, wie es im Großen Staatswappen des Russischen Kaiserreiches erscheint

Ostseegouvernements (russisch Остзейские губернии, Ostsejskije gubernii) hießen im Russischen Kaiserreich die deutschbaltisch geprägten und an der Ostsee gelegenen  Gouvernements Estland, Livland und Kurland.

## Bezeichnung
Die offizielle Bezeichnung in deutscher Sprache war Ostseeprovinzen Russlands. In Lexika aus dem Deutschen Reich sind weiterhin die Begriffe Ostsee-Provinzen (einschließlich St. Petersburg), Baltische Gouvernements oder Baltische Provinzen zu finden.

## Liste
| Wappen | Flagge | Russisch             | Transliteration         | Deutsch (Historisch)          | Deutsch (Modern)     |
| ------ | ------ | -------------------- | ----------------------- | ----------------------------- | -------------------- |
|        |        | Эстляндская губерния | Estljandskaja gubernija | Est(h)ländisches Gouvernement | Gouvernement Estland |
|        |        | Лифляндская губерния | Lifljandskaja gubernija | Livländisches Gouvernement    | Gouvernement Livland |
|        |        | Курля́ндская губерния | Kurljandskaja gubernija | Kurländisches Gouvernement    | Gouvernement Kurland |

## Sonderstellung im Kaiserreich
Die drei Gouvernements hatten im Russischen Reich eine Sonderstellung, da sie infolge der jahrhundertelangen Herrschaft des deutsch-baltischen Adels protestantisch und deutsch geprägt waren. Die städtische Selbstverwaltung war weiter entwickelt als im übrigen Kaiserreich und die Leibeigenschaft bereits zu Beginn des 19. Jahrhunderts abgeschafft worden.
Für Russland hatten die Gouvernements neben ihrer strategischen und wirtschaftlichen Bedeutung auch einen gewissen Modellcharakter. Die Bezeichnung „Fenster nach Westen“ lässt sich ebenso gut wie auf Sankt Petersburg auf sie anwenden. Großgrundbesitz und Stadtbürgertum waren durchwegs deutschsprachig, doch auch Esten und Letten wurden vom lutherischen Protestantismus beeinflusst.
Das Bevölkerungswachstum zu Beginn des Industriezeitalters führte zur Migration der verarmten landlosen Bevölkerung nach Übersee, aber auch zur Gründung zahlreicher Bauernkolonien in den angrenzenden Gouvernements und anderen Gebieten des Zarenreichs. (Beispiele sind Karacaören (Kars), Staroschwedske, und andere)

## Geschichte
Historisch gesehen entsprachen diese Gouvernements dem Gebiet des Schwertbrüderordens, der 1237 im Deutschen Orden aufging. Die Bezeichnung Livland wurde im Spätmittelalter oft auch für Livland, Kurland und Estland zusammen angewandt. 1561 wurde der Ordensstaat Livland in ein weltliches Herzogtum umgewandelt. Später wurde Nordestland schwedisch, und der Rest Livlands mit Kurland unterstellte sich der Oberhoheit Polen-Litauens, allerdings wurde der größte Teil Livlands 1620 ebenfalls schwedisch.
Nach dem Frieden von Nystad 1721 kamen diese beiden nördlichen Gebiete zu Russland, Kurland blieb ein autonomes Herzogtum unter polnischer Oberhoheit (Lehen) bis zur Auflösung der polnisch-litauischen Adelsrepublik 1795.
Im Jahr 1919 bildeten sich als selbständige Staaten Estland aus dem Gouvernement Estland und dem Nordteil Livlands sowie Lettland aus dem südlichen Teil Livlands und Kurland.

## Verwaltung
Die Ostseegouvernements unterstanden zeitweise zusammen mit dem Gouvernement Pleskau der zivilen Oberverwaltung des Kriegsgouverneurs von Riga als General-Gouverneur.

## Bildung
Die Ostseegouvernements gehörten zum Lehrbezirk Riga.

## Organisationen
Die Deutsch-Balten gründeten verschiedene wissenschaftlich historisch oder literarisch ausgerichtete Gesellschaften, z. B.:
- 1802 Literärisch-praktische Bürger-Verbindung (Riga)
- 1817 Kurländische Gesellschaft für Literatur und Kunst (Mitau)
- 1817 Arensburger Estnische Gesellschaft
- 1824 Lettisch-Literärische Gesellschaft (Riga und Mitau)
- 1834 Gesellschaft für Geschichte und Altertumskunde der Ostseeprovinzen Russlands (Riga)
- 1838 Gelehrte Estnische Gesellschaft, Dorpat
- 1842 Ehstländische Literärische Gesellschaft, Reval
- 1853 Dorpater Naturforscher-Gesellschaft
- 1864 Narvasche Altertumsgesellschaft
- 1865 Verein zur Kunde Ösels (Arensburg)
- 1881 Felliner Literärische Gesellschaft (Fellin)
- 1896 Altertumsforschende Gesellschaft zu Pernau
- 1904 Gesellschaft zur Erhaltung Jerwscher Altertümer (Weissenstein)
- 1907 Genealogische Gesellschaft der Ostseeprovinzen (Mitau)
- 1910 Gesellschaft für Heimatkunde (Wenden)
- 1911 Libauer Verein für Altertumskunde

## Publikationen
- Revalsche Post-Zeitung, 1689–1710, Reval
- Baltische Wochenschrift für Landwirtschaft, Gewerbefleiß und Handel, 1863–1915, Dorpat
- Düna-Zeitung, 1887–1909, Riga
- Das Inland, 1836–1863, Riga
- Libausche Zeitung, 1824–1939, Libau
- Revalsche Zeitung, 1860–1940, Reval
- Rigasche Rundschau, 1894–1939, Riga
- Rigaische Stadtblätter, 1810–1907, Riga
- Volksblatt für Stadt und Land der baltischen Provinzen, 1864–1865, Mitau
- Rigaer Tagblatt

siehe auch: Deutschbaltische Zeitungen in Estland